# مقاطعة كابكال شيبي
مقاطعة كابكال شيبي (بالصينية: 察布查尔锡伯自治县 )‏ هي مقاطعة ذاتية الحكم، في جمهورية الصين الشعبية، تتبع إيلي، بلغ عدد سكانها 168,081 نسمة، تبلغ مساحتها 4,488.92 كيلومتر مربع، رمزها البريدي هو 835300.